# Quinto Quíncio Cincinato
Quinto Quíncio Cincinato (em latim: Quintus Quinctius Cincinnatus) foi um político da gente Quíncia nos primeiros anos da República Romana eleito tribuno consular por duas vezes, em 415 e 405 a.C.. Era filho de Lúcio Quíncio Cincinato, ditador romano em 458 e 439 a.C., e irmão de Cesão Quíncio, Lúcio Quíncio Cincinato, que foi tribuno consular por três vezes (438, 425 e 420 a.C.) e de Tito Quíncio Peno Cincinato, cônsul em 431 e 428 a.C. e tribuno consular em 426 a.C. Quinto Quíncio Cincinato, tribuno consular em 396 a.C., era seu filho.

## Primeiro tribunato (415 a.C.)
Em 415 a.C., Quinto Quíncio foi eleito tribuno consular com Caio Valério Potito Voluso, Numério Fábio Vibulano e Públio Cornélio Cosso. Naquele ano, os bolanos atacaram os colonos romanos de Labico, colônia fundada no ano anterior, esperando o apoio dos équos, que acabaram não intervindo. Foram facilmente derrotados pelos romanos:
| “ | Mas, enquanto esperavam que todos os équos chegassem e defendessem seu crime, perderam terras e cidades numa guerra que não merece nem ser descrita pois não resultou em nenhum cerco e apenas uma batalha. | ” |
|   | — Lívio, Ab Urbe condita IV, 4, 49.. |   |

Depois da conquista da cidade, o tribuno da plebe Lúcio Décio propôs enviar colonos, como foi o caso de Labico em 419 a.C., mas sua proposta foi vetada por seus colegas.

## Primeiro tribunato (405 a.C.)
Foi eleito novamente em 405 a.C., desta vez com Tito Quíncio Capitolino Barbato, Aulo Mânlio Vulsão Capitolino, Lúcio Fúrio Medulino, Caio Júlio Julo e Mânio Emílio Mamercino.
Roma levou a guerra até Veios, cercando a cidade, que não conseguiu obter o apoio das demais cidades etruscas em sua guerra contra Roma.
| “ | No início do cerco, os etruscas realizaram assembleias lotadas perto do Templo de Voltumna, mas não conseguiram decidir se todos os etruscos deveriam entrar na guerra em favor dos veios. | ” |
|   | — Lívio, Ab Urbe condita IV, 4, 61.. |   |